# GHC Rapid
De Gorinchemse Hockeyclub Rapid is een Nederlandse hockeyclub uit Gorinchem, provincie Zuid-Holland. De club werd opgericht op 14 februari 1933 en gespeeld werd er in de beginperiode op de uiterwaarden bij Dalem. Hierdoor kon er alleen bij laagwater gespeeld worden. Na meerdere malen te zijn verhuisd strijkt GHC Rapid in 1989 neer op een sportcomplex aan de Bataafsekade. 